# Korgoth of Barbaria
Korgoth of Barbaria è un episodio pilota televisivo animato statunitense, creato da Aaron Springer.
Parodiando Conan il barbaro, così come il sottogenere sword and sorcery in generale, l'episodio segue le gesta dell'omonimo Korgoth in un mondo post-apocalittico in cui coesistono stregoneria e tecnologia.
L'episodio pilota è stato trasmesso negli Stati Uniti, su Adult Swim, il 3 giugno 2006.

## Personaggi e doppiatori
- Korgoth, doppiato da Diedrich Bader.
- Specules, doppiato da Corey Burton.
- GogasMaasGogg, doppiato da Craig T. Raisner.
- Stink, doppiato John DiMaggio.
- Hargon, doppiato da Tom Kenny.
- Orala, doppiata da Susan Spano.

## Produzione
Durante il San Diego Comic-Con del 2006 è stato rivelato che l'uscita di una serie completa per Korgoth of Barbaria è stata programmata per la primavera del 2007. Tuttavia, verso fine dicembre 2007, Adult Swim ha introdotto una grafica sul loro sito web che presumeva al fatto che non avrebbero prodotto altri episodi.
Adult Swim ha ritrasmesso l'episodio pilota durante la notte del 31 ottobre 2008 come parte del programma "Halloween Stunt", dove sono stati trasmessi progetti raramente mostrati in televisione come Welcome to Eltingville e Boo Boo Runs Wild.
Nel novembre 2010, Adult Swim ha pubblicato un elenco delle serie che non sono state scelte per una serie completa, rivelando la cancellazione di Korgoth of Barbaria a causa degli eccessivi costi di produzione.

## Distribuzione
- 3 giugno 2006 negli Stati Uniti d'America su Adult Swim;
- 9 ottobre 2008 in Russia su 2x2.